# علي ياسين العلاق
السيّد علي بن ياسين بن مطر العلّاق (1876 - 14 مارس 1926) (1293 - 1 رمضان 1344) فقيه جعفري وشاعر عراقي عثماني. ولد في النجف وتعلم بها الأوليات والمقدمات، وتتلمذ على علمائها. رغب إلى الأدب، وأصبح من الشعراء البارزين. اشترك في معركة الشعيبة سنة 1915، فكانت له مواقف خاصة،‌ وبعده أحرق بيته. ثم عاد إلى النجف وسكنها حتى وفاته فيها عن 50 عامًا. دفن في العتبة العلوية. له ديوان شعر، مفقود.

## سيرته
هو علي بن ياسين بن مطر بن رسال بن محمد بن حمد بن محمد بن درويش بن سليمان الحسني، وتعرف عائلته بـالعلاّق،‌ نسبة إلى‌ قرية على‌ شاطئ الفرات من قرى‌ الحلة.

ولد علي العلاق سنة 1293 هـ في النجف بولاية بغداد العثمانية ونشأ بها. أخذ علومه عن جملة من أساتذتها، منهم: محمد كاظم الخراساني، ومحمد كاظم اليزدي، وفتح الله الإصفهاني، وأحمد كاشف الغطاء حتى‌ أصبح من علماء عصره. وفي سنة 1915 اشترك في معركة الشعيبة ضد القوات البريطانية، ولذا أحرقت داره بكل ما فيها. 

توفي العلاق يوم 1 رمضان 1344/ 14 مارس (آذار) 1926 في مسقط رأسه بالمملكة العراقية، ودفن في الصحن الحيدري بالعتبة العلوية بحجرة رقم 49.

## أدبه
خالط الأدباء وشاركهم في النظم حتى‌ أصبح من شعراء عصره البارزين. له شعر كثير وله كذلك نثر، فهو شاعر وناثر، له مكانة أدبية متقدمة، وقد كتب في الأغراض المتعددة، ولكن شعره مفقود إلا قليل منه.  «كان ظريفا كاملا سريع الانتقال إلى المعاني الأدبية و الشعرية، ذا نظر صائب و ذهن و قاد نظم الشعر و أجاد فيه لرقة طبعه، و نادم الشعراء و الأدباء وفاق أقرانه في الغزل والنسيب.»

جاء في معجم البابطين عنه «شاعر نظم في أغراض الشعر في عصره من مديح ورثاء، ووقوف على الأطلال ومراسلة، مستمدًا معجمه من ثقافته الدينية والتراثية، تدل كتابته النثرية على اتساع في معجمه، وقدرة على تضفير التضمينات الشعرية في سياق عباراته النثرية.» 

## وصلات خارجية
- في بوابة الشعراء